# Ingres
Ingres (łac. ingressus „wejście” od ingredi „wejść”) – uroczyste objęcie władzy przez biskupa ordynariusza nad diecezją.
W Kościele katolickim nowemu biskupowi hołd (homagium) składają biskupi pomocniczy, księża, zakonnicy i wierni świeccy. Kościół katolicki zaleca, aby odbywała się wtedy uroczysta procesja do kościoła katedralnego z udziałem duchownych i wiernych.
Ingres odbywa także papież, który będąc zwierzchnikiem Kościoła katolickiego, równocześnie jest biskupem diecezjalnym Rzymu. Ingres papieski różni się jednak w kilku punktach od uroczystości innych biskupów diecezjalnych. Przykładowo papież otrzymuje Pierścień Rybaka jako symbol swojej władzy papieskiej, w ingresie uczestniczą patriarchowie i arcybiskupi Kościołów wschodnich, a homagium w imieniu wszystkich kardynałów składa sześciu (od pontyfikatu papieża Franciszka, wcześniej było ich dwunastu) purpuratów, po dwóch z każdego stanu – diakonów, prezbiterów i biskupów.